# Bajo naranja
Bajo naranja è una commedia drammatica argentino-statunitense del 2024 scritta e diretta da Michael Taylor Jackson che recita nel film insieme a Sofía Gala Castiglione, Vera Spinetta, Bel Gatti e Gianluca Zonzini. Il film è il primo lungometraggio di Jackson ed è stato prodotto da Godfrey Reggio. Partecipa anche Kevin Johansen che recita per la prima volta in un lungometraggio. Bajo naranja segue un viaggiatore con lo zaino in spalla californiano (Jackson) coinvolto in una relazione poliamorosa con una banda di giovani attori che cospirano per rapire l'ambasciatore degli stati uniti in Argentina (Johansen). Il film è stato presentato in anteprima alla 25ª edizione di BAFICI.

## Trama
Un viaggiatore californiano con lo zaino in spalla si reca a Buenos Aires per rendere omaggio a Hipólito Bouchard: il soldato e corsaro franco-argentino che conquistò la sua città natale nel 1818. Lungo la strada, si ritrova coinvolto in una relazione poliamorosa con una banda di giovani attori che cospirano per rapire l’ambasciatore degli Stati Uniti.

## Colonna sonora
L'artista Montonn Jira ha composto la maggior parte della colonna sonora dal suo studio a Bangkok. Il film include anche la musica di Sandro, Luis Alberto Spinetta, Litto Nebbia, Kevin Johansen e Carla Pugliese.

## Accoglienza

### Critica
Bajo naranja è uscito nelle sale argentine il 10 ottobre 2024. Il film è stato presentato ad Atlas Caballito e Cine Gaumont con recensioni molto positive.Alex Lei, scrivendo per Filmmaker Magazine, ha definito il film non un percorso di formazione, ma: "un percorso di formazione dell'identità".Julieta Aiello di Indie Hoy ha detto: "Bajo Naranja naviga tra revisionismo storico e denuncia, inno alla gioventù e punk, pur rimanendo una dichiarazione d'amore di uno straniero al nostro Paese". Sara Furlan di Taxi Drivers Magazine scrive: "Il film è ciò che la società non è ancora pronta ad accettare. Ed è proprio questo il vero punk."

## Riconoscimenti
- 48º Frameline Film Festival - Candidato Comcast Audience Award
- 32º MixBrasil Festival of Diversity - Candidato Migliore Lungometraggio
- 29º Festival Internazionale di Cinema di Kerala - Candidato Migliore Film Straniera
- 29º LesGaiCineMad - Candidato Migliore Film Straniero
- 28º Seattle Queer Film Festival
- 28º Settimana di Cinema in Salta
- 25º BAFICI - Candidato Migliore Lungometraggio d'Avanguardia e Genere
- 25º New York Latino Film Festival - Candidato Migliore Film Straniero
- 23º Rome Independent Film Festival - Migliore Film LGBTQIA+
- 22º Tallgrass Film Festival
- 22º Way Out West Film Fest
- 21º Indy Film Fest
- 20º Festival Transterritorial di Cinema Underground
- 18º Poppy Jasper International Film Festival - Migliore Film Straniero
- 14º Fringe Queer Film and Arts Festival - Film d'apertura
- 13º Queens World Film Festival - Premio di Giustizia Sociale e Migliore Opera Prima
- 13º Oak Cliff Film Festival - Candidato Migliore Lungometraggio
- 8º Coronado Island Film Festival
- 6º Dumbo Film Festival
- 3º Festival Internazionale di Cinema di Goiânia - Migliore Lungometraggio
- 2º New/Next Film Festival
- Q-Fest - University of Wisconsin